# Otterbach (Westpfalz)

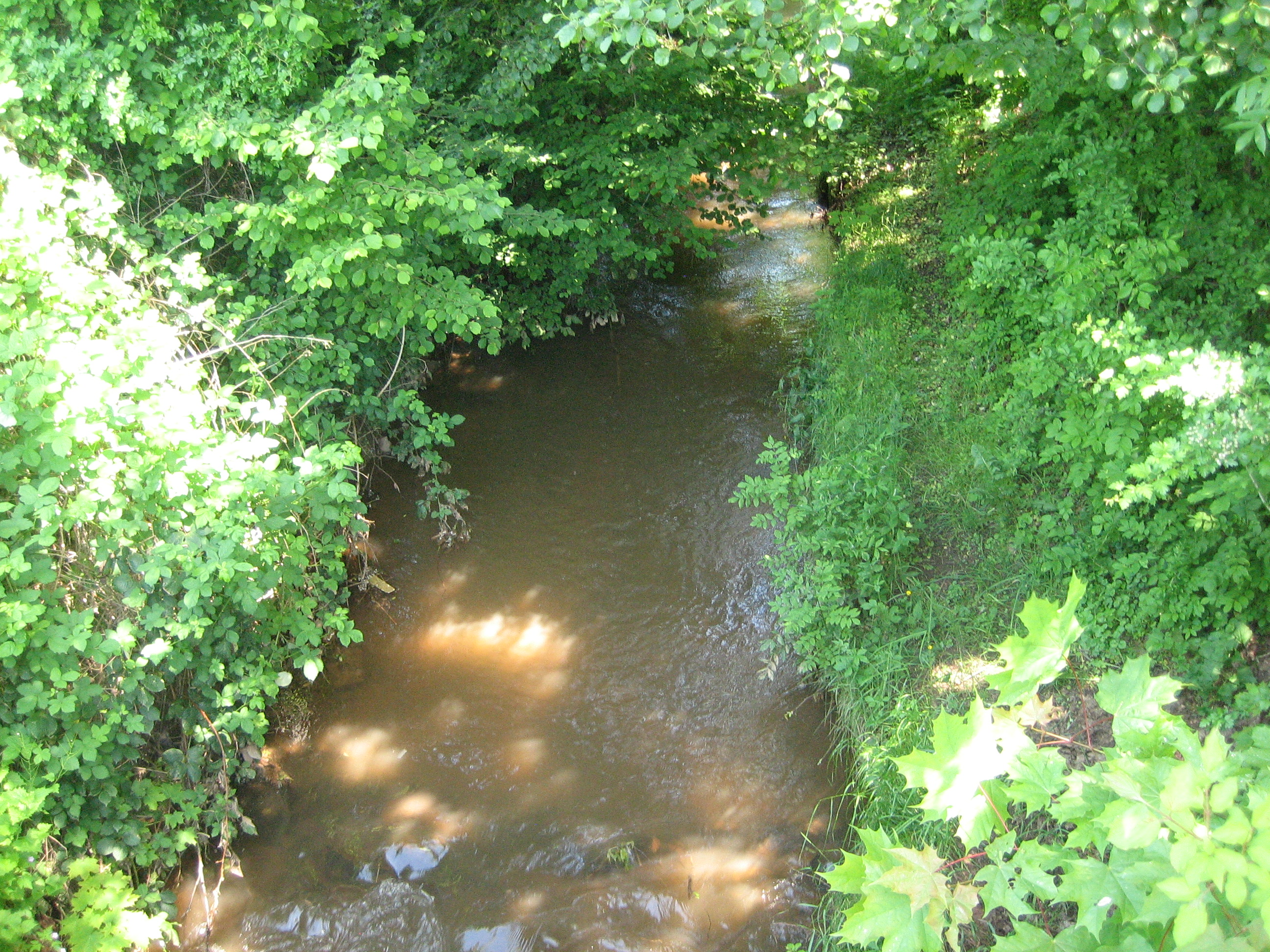
Der namensgebende Otterbach innerhalb der gleichnamigen Gemeinde

Otterbach ist die einwohnermäßig siebtgrößte Ortsgemeinde im Landkreis Kaiserslautern in Rheinland-Pfalz. Sie gehört der Verbandsgemeinde Otterbach-Otterberg an, innerhalb derer sie gemessen an der Einwohnerzahl die zweitgrößte Ortsgemeinde darstellt. Gemäß Landesplanung ist Otterbach als Grundzentrum ausgewiesen.

## Geographie

### Lage
Otterbach liegt nordwestlich von Kaiserslautern in der sogenannten St. Ingbert-Kaiserslauterer Senke. Nördlich schließt sich das Nordpfälzer Bergland an und östlich der zum Pfälzerwald gehörende Otterberger Wald. Die Gemeinde besteht aus den beiden Ortsteilen Otterbach und Sambach. Zum Ortsteil Otterbach gehören zusätzlich die Wohnplätze Falltal und Sambacher Ziegelhütte. Nordöstlich des Kernortes erstreckt sich das Kirchtal.
Nachbargemeinden sind die Ortsgemeinde Katzweiler im Nordwesten, die Stadt Otterberg im Nordosten und die kreisfreie Stadt Kaiserslautern mit den Stadtteilen Erlenbach, Morlautern, Wiesenthalerhof und Erfenbach im Süden.

### Erhebungen
Im Süden des Gemeindegebiets erhebt sich der 309 m hohe Schlossberg und im Norden der Galgenberg. Ganz im Osten erstreckt sich außerdem der Vordere Geisberg.

### Gewässer
Der Kernort liegt an der Mündung des Otterbachs in die Lauter. Ersterer nimmt zuvor am östlichen Ortsrand von rechts den Reichenbach auf. Zwischen dem Kernort und dem Ortsteil Sambach mündet von rechts der Ziegelbach in die Lauter. Letztere bildet zudem die westliche Gemarkungsgrenze zu Kaiserslautern. Auf Höhe von Sambach nimmt sie von rechts den Dutenbach auf.

## Geschichte
Im Mittelalter besaß das Zisterzienserkloster Otterberg in Otterbach Liegenschaften und eine Weideberechtigung.
Bis Ende des 18. Jahrhunderts gehörte die Gemeinde zur Herrschaft Otterbach, die zur Familie von der Leyen gehörte. Vom 28. bis 30. November 1793 war das Gemeindegebiet teilweise Schauplatz der Schlacht bei Kaiserslautern.
Von 1798 bis 1814, als die Pfalz Teil der Französischen Republik (bis 1804) und anschließend Teil des Napoleonischen Kaiserreichs war, war Otterbach in den Kanton Otterberg eingegliedert. 1815 gehörte der Ort zunächst zu Österreich. Ein Jahr später wechselte er in das Königreich Bayern. Von 1818 bis 1862 gehörte er dem Landkommissariat Kaiserslautern an; aus diesem ging das Bezirksamt Kaiserslautern hervor.
Ab 1939 war der Ort Bestandteil des Landkreises Kaiserslautern. Nach dem Zweiten Weltkrieg wurde Otterbach innerhalb der französischen Besatzungszone Teil des damals neu gebildeten Landes Rheinland-Pfalz. Im Zuge der ersten rheinland-pfälzischen Verwaltungsreform wurde die bis dahin selbständige Gemeinde Sambach am 7. Juni 1969 nach Otterbach eingemeindet. Zwei Jahre später wurde die Gemeinde Sitz der neu gebildeten gleichnamigen Verbandsgemeinde, der sechs weitere Ortsgemeinden angehörten. Seit 1. Juli 2014 ist Otterbach Bestandteil der Verbandsgemeinde Otterbach-Otterberg.

## Bevölkerung

### Einwohnerentwicklung
| Otterbach: Einwohnerzahlen von 2012 bis 2024 | Otterbach: Einwohnerzahlen von 2012 bis 2024 | Otterbach: Einwohnerzahlen von 2012 bis 2024 | Otterbach: Einwohnerzahlen von 2012 bis 2024 | Otterbach: Einwohnerzahlen von 2012 bis 2024 |
| -------------------------------------------- | -------------------------------------------- | -------------------------------------------- | -------------------------------------------- | -------------------------------------------- |
| Jahr                                         |                                              |                                              |                                              | Einwohner                                    |
| 2012                                         | 2012                                         |                                              | 3.917                                        | 3.917                                        |
| 2015                                         | 2015                                         |                                              | 4.007                                        | 4.007                                        |
| 2020                                         | 2020                                         |                                              | 4.073                                        | 4.073                                        |
| 2024                                         | 2024                                         |                                              | 4.008                                        | 4.008                                        |
| Quelle(n): statistik.rlp.de                  |                                              |                                              |                                              |                                              |

### Konfessionsstatistik
Am 31. Juli 2014 waren 44,3 % der Einwohner evangelisch und 33,3 % katholisch. Die übrigen 27,5 % gehörten einer anderen Glaubensgemeinschaft an oder waren konfessionslos. Der Anteil der evangelischen und katholischen Kirchenmitglieder an der Gesamtbevölkerung ist seitdem gesunken.
Ende Juni 2025 hatten 33,5 % der Einwohner die evangelische Konfession und 26,4 % die katholische. 40,1 % gehörten entweder einer anderen Glaubensgemeinschaft an oder waren konfessionslos.

## Politik

### Gemeinderat
Der Gemeinderat in Otterbach besteht aus 20 Ratsmitgliedern, die bei der Kommunalwahl am 9. Juni 2024 in einer personalisierten Verhältniswahl gewählt wurden, und dem ehrenamtlichen Ortsbürgermeister als Vorsitzendem.
Die Sitzverteilung im Gemeinderat:
| Wahl | SPD | CDU | FDP | Grüne | FWG | Gesamt   |
| ---- | --- | --- | --- | ----- | --- | -------- |
| 2024 | 4   | 4   | 1   | –     | 11  | 20 Sitze |
| 2019 | 7   | 6   | 1   | 3     | 3   | 20 Sitze |
| 2014 | 9   | 7   | 1   | –     | 3   | 20 Sitze |
| 2009 | 8   | 8   | 1   | –     | 3   | 20 Sitze |
| 2004 | 8   | 8   | 1   | –     | 3   | 20 Sitze |

- FWG = Freie Wählergruppe Otterbach-Sambach e. V.

### Bürgermeister
Marco Reschke (FWG) wurde am 28. November 2022 Ortsbürgermeister von Otterbach. Bei der am 20. November 2022 durchgeführten Direktwahl hatte er sich mit einem Stimmenanteil von 59,8 % gegen drei Mitbewerber durchgesetzt. Bei der Direktwahl am 9. Juni 2024 wurde Reschke als einziger Bewerber mit 88,6 % für weitere fünf Jahre wiedergewählt.
Reschkes Vorgänger Stefan Kölbel (SPD) war bei der Direktwahl am 26. Mai 2019 mit einem Stimmenanteil von 53,28 % als Nachfolger von Herbert Matz gewählt worden, der nicht mehr kandidiert hatte. Im August 2022 kündigte Kölbel an, sein Ehrenamt aus beruflichen Gründen mit Wirkung zum 1. September 2022 vorzeitig niederzulegen, womit eine Neuwahl erforderlich wurde.

### Wappen
| Wappen von Otterbach | Blasonierung: „Ein blauer Schild durch einen silbernen Wellenbalken geteilt. Oben ein silberner Otter mit einem ebenso gefärbten Fisch im Maul. Unten ein goldenes Eichhörnchen eine goldene Eichel in den Vorderpfoten haltend.“ |
| Wappen von Otterbach | Wappenbegründung: Das Wappen ist eine Kombination der beiden alten Wappen der Gemeinden von Sambach und Otterbach. Der Otter ist der Namensgeber des Ortes Otterbach, genauer für den Bach „Otterbach“; dadurch handelt es sich um ein „redendes Wappen“. Das Eichhörnchen ist das Wappentier der Abtei im benachbarten Otterberg, die in Sambach eine Mühle besaß. Das silberne Wellenband steht für den Otterbach. Die Farben Blau und Silber erinnern an die frühere Herrschaft der Grafen von der Leyen. |

### Gemeindepartnerschaften
Es besteht seit 1991 eine Gemeindepartnerschaft mit der thüringischen Gemeinde Mihla.

## Kultur und Sehenswürdigkeiten

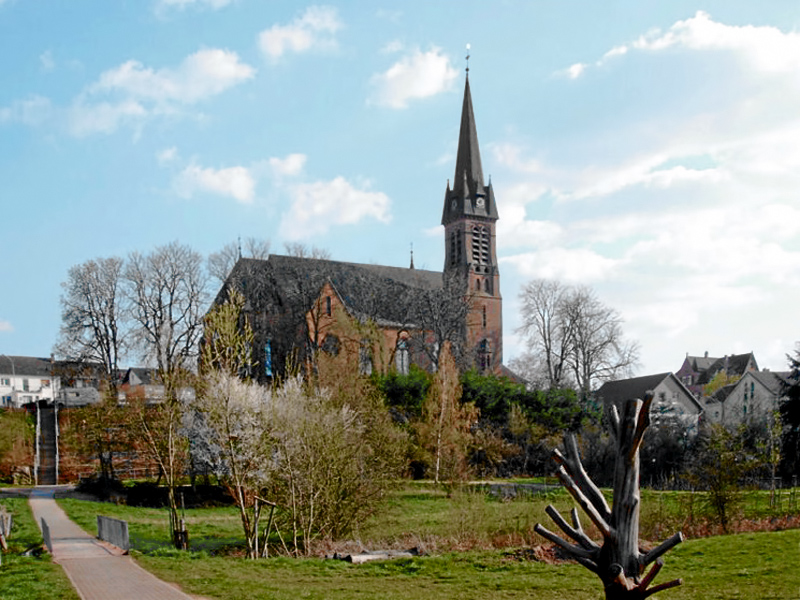
Katholische Kirche Mariä Himmelfahrt

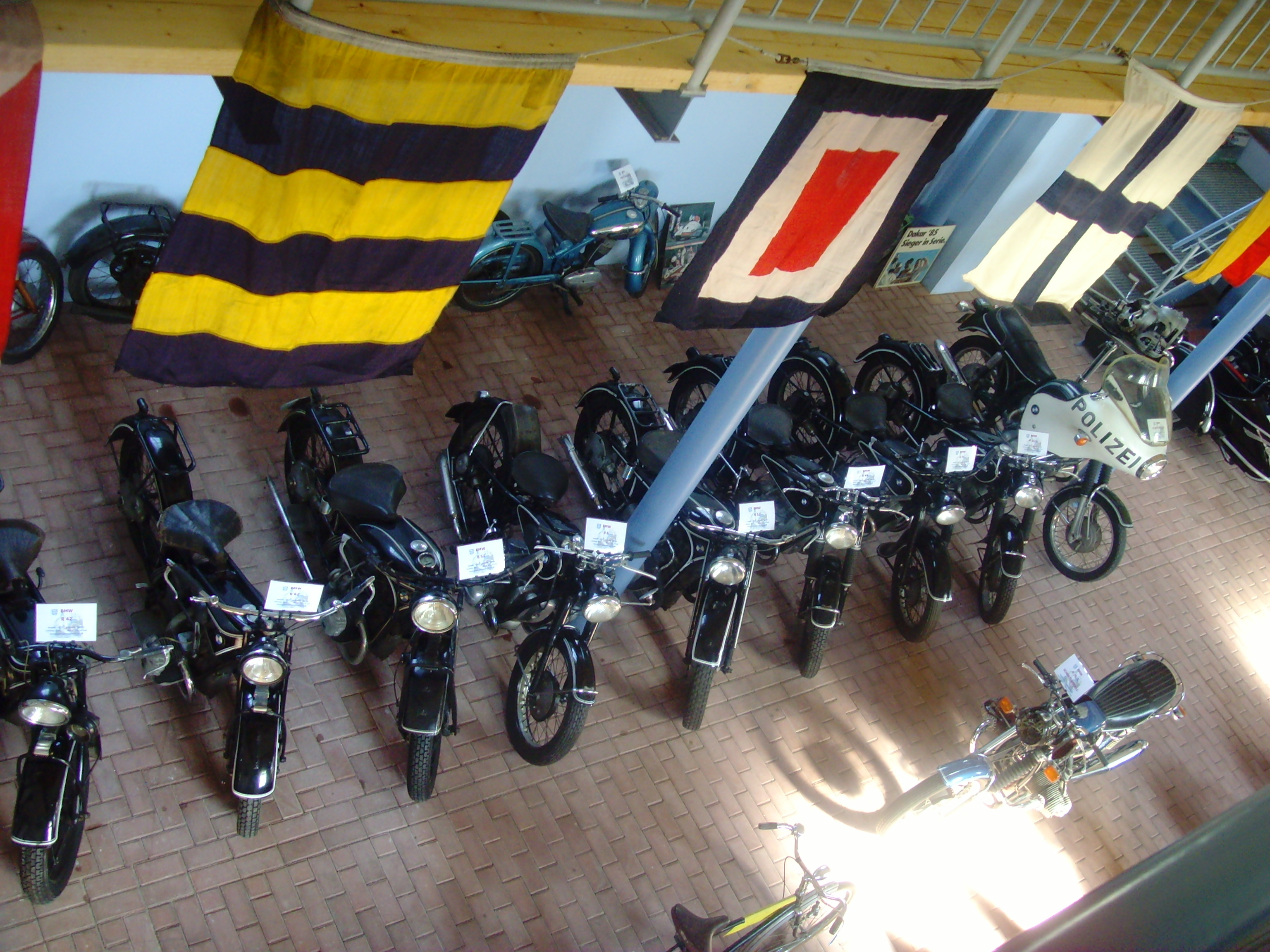
Motorrad Museum Heinz Luthringshauser Otterbach

### Bauwerke

#### Kulturdenkmäler
Vor Ort existieren insgesamt zehn Objekte, die unter Denkmalschutz stehen, darunter die katholische Kirche Mariä Himmelfahrt und das Motorrad-Museum. Letzteres ist in der alten, 1847 erbauten, evangelischen Kirche in Otterbach seit etwa 1980 untergebracht. Davor wurde die Kirche fünf Jahre nicht genutzt.

#### Sonstige Bauwerke
Zudem existiert vor Ort die protestantische Christuskirche. Am Bahnübergang Richtung Erfenbach gibt es ein Stellwerkmuseum, das an jedem ersten und dritten Sonntag im Monat historische Bahntechnik zeigt. Südöstlich der Ortschaft befand sich auf dem Schlossberg die verschwundene Burg Sterrenberg.

### Natur
Innerhalb der Gemeindegemarkung befinden sich drei Naturdenkmale.

### Vereine
Der Zen Bogyo Do e. V. betreibt das Jiu-Jitsu-Bundesleistungszentrum des Deutschen Jiu Jitsu Bundes und trug in der Gemeinde 2002 die Jiu-Jitsu-Meisterschaft aus. Mitgliederstärkster Verein der Gemeinde ist der TuS Otterbach e. V. Mit dem F. C. Phönix Otterbach beheimatet die Gemeinde auch den Fußballmeister der Kreisliga Kaiserslautern des Jahres 2007. Der SV Sambach 1961 e. V. ist der Fußballverein im Ortsteil Sambach, mit dem 1. LBC/Otterbach, einem Verein für den Boule- und Pétanquesport, existiert ein Team, dessen erste Mannschaft 2010 in der Bundesliga spielte.
Vocalis ist der gemischte Chor des Arbeitergesangsverein Liederkranz Sambach e. V., einem Traditionsverein in Sambach, einem OT von Otterbach. Der Verein hat ca. 135 Mitglieder (Stand 01.2024), wovon über 80 als aktive Sängerinnen und Sänger geführt werden. Das Repertoire ist eher modern. Chorleiter ist Kusels Bezirkskantor Tobias Markutzik.
Die Hobby Singers e. V. sind ein Männerchor; daneben gibt es einen gemischten Chor namens „Hobby-Swingers“ mit rund 700 Mitgliedern. Der Musikverein Otterbach stellt ein Westpfälzer Blasorchester dar.

### Veranstaltungen
Jährlich wird vor Ort eine Kirchweihrede abgehalten. Am ersten Sonntag im August findet vor Ort und in den umliegenden Gemeinden die Aktion Autofreies Lautertal statt. 2003 wurde die Disziplin „Mixed“ der Deutschen Pétanque-Meisterschaften in Otterbach ausgetragen.

## Wirtschaft und Infrastruktur

### Wirtschaft
In Otterbach befindet sich eine Geschäftsstelle der Volksbank Lauterecken.

### Verkehr

#### Schiene

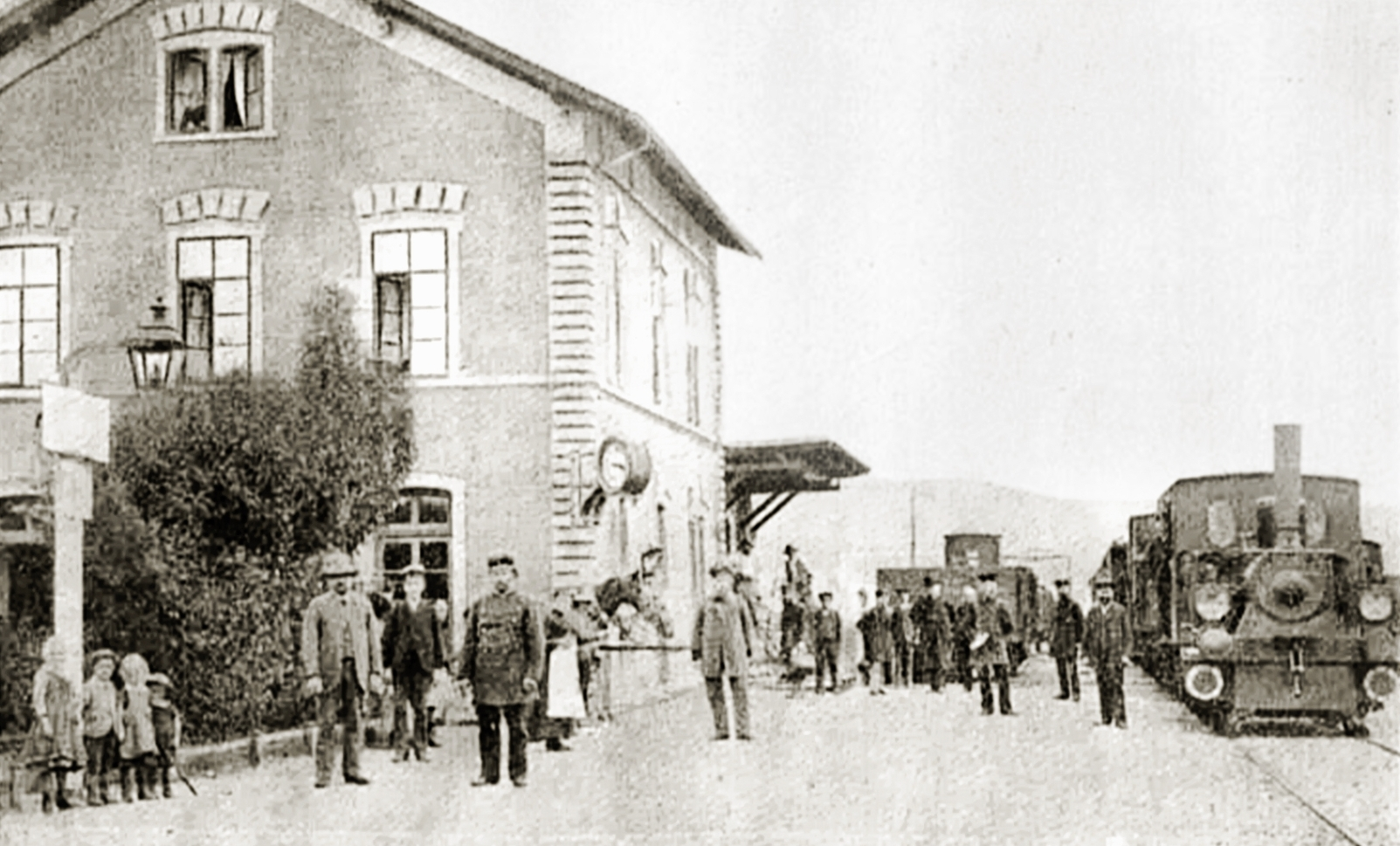
Bahnhof Lampertsmühle-Otterbach im Jahr 1887

Im Bahnhof Lampertsmühle-Otterbach hält die 1883 eröffnete Lautertalbahn, die zwischen Kaiserslautern und Lauterecken-Grumbach fährt. Von 1891 bis 1980 zweigten vom Bahnhof eine Stichstrecke nach Otterberg und von 1912 bis 1996 die Bachbahn nach Weilerbach beziehungsweise Reichenbach ab.

#### Straße
Parallel zu den Gleisen der Lautertalbahn verlief früher die Bundesstraße 270, die mitten durch Sambach führt und seinerzeit im Ortsgebiet von Otterbach mit der „Lauterstraße“ identisch war, ehe im westlichen Gemeindegebiet für diese eine Ortsumgehung entstand. Durch Otterbach verläuft die Landesstraße 389, die eine Verbindung nach Otterberg schafft. Hinzu kommen die Kreisstraße 40, die nach Morlautern führt, die Kreisstraße 41 zum Reichenbacherhof, der bereits Teil der Stadt Otterberg ist und Kreisstraße 62 Richtung Kaiserslauterer Kernstadt.

### Behörden
Otterbach verfügt über ein eigenes Rathaus und ein Touristen-Zentrum. Die Ortsgemeinde gehört zum Gerichtsbezirk Kaiserslautern.

### Tourismus

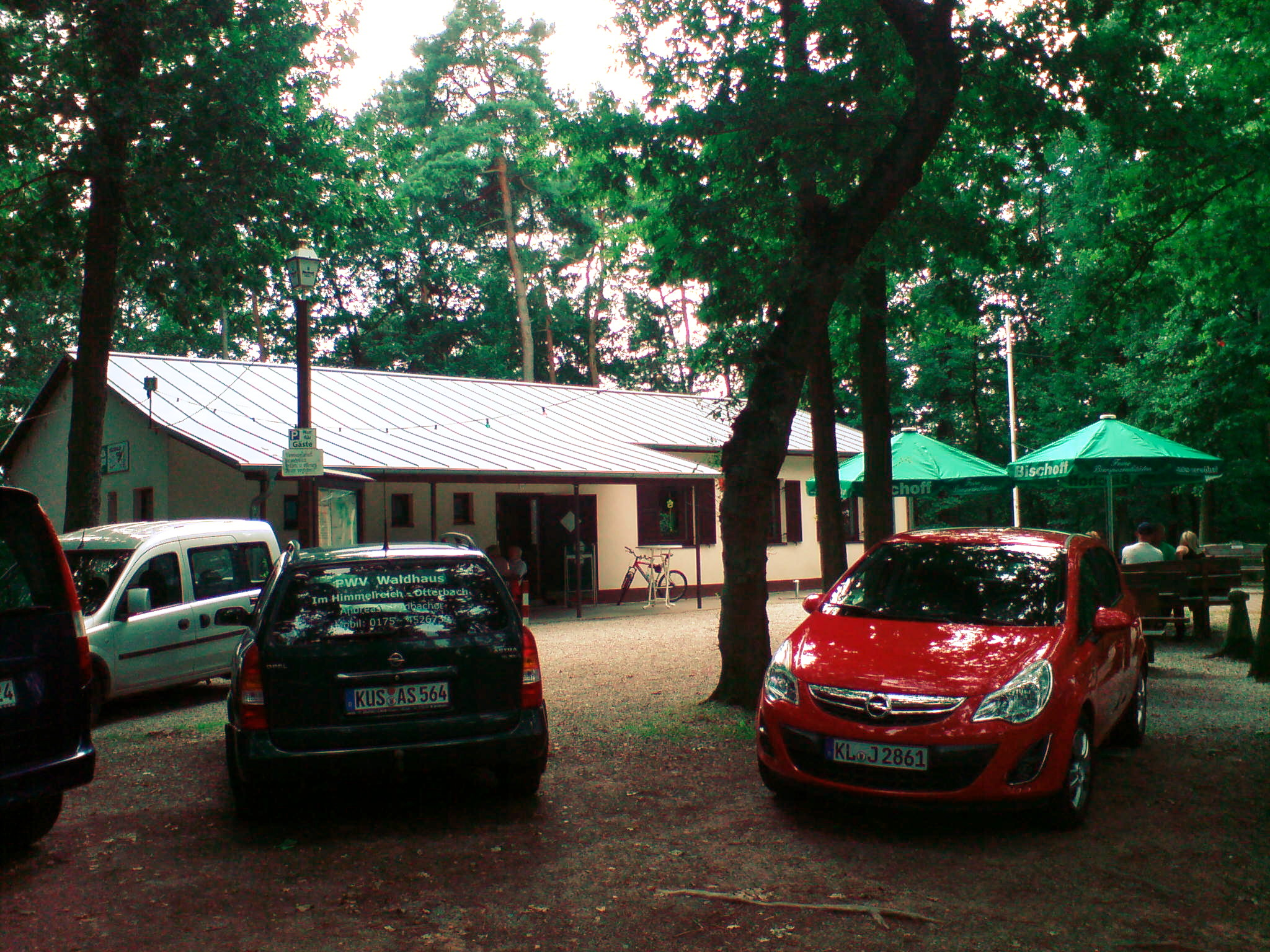
Waldhaus Himmelreich

Mitten durch Otterbach führt der Pfälzer-Land-Radweg. Am westlichen Ortsrand verläuft der Lautertal-Radweg. Darüber hinaus ist die Gemeinde Ausgangspunkt eines Radweges, der im Einzugsgebiet des Reichswald sowie der Ramstein Air Base verläuft und bis nach Miesenbach führt.
Hinzu kommt ein Wanderweg, der mit einem grün-gelben Balken gekennzeichnet ist und der von Kirchheimbolanden bis nach Hirschthal verläuft. Im Norden der Gemeindegemarkung befindet sich außerdem das vom Pfälzerwald-Verein betriebene Waldhaus Himmelreich.

### Bildungseinrichtungen
Vorschulische Bildungseinrichtungen sind der protestantische Kindergarten mit Kindertagesstätte und die Katholische Kindertagesstätte „Arche Noah“. Die einzige Schule am Ort ist die Goetheschule, eine reine Grundschule.

### AFN-Sender
Südlich von Sambach befindet sich bei 49° 29′ N, 7° 43′ O der Mittelwellensender des AFN für den Großraum Kaiserslautern, der bis zum 31. August 2014 auf der Frequenz 1107 kHz mit 10 kW Sendeleistung arbeitete. Er verwendet als Sendeantenne einen 136 Meter hohen, gegen Erde isolierten, abgespannten Stahlfachwerkmast, der 1951 errichtet wurde. 2014 wurde der Sender abgeschaltet. Mittlerweile ist der Sendemast demontiert und entfernt.

## Persönlichkeiten

### Söhne und Töchter der Gemeinde
- Anton Höfle (1882–1925), Politiker (Zentrum)
- Robert Erbelding (1891–1965), Maler und Grafiker
- Theodor Nauerz (1909–2007), bedeutender Geistlicher, Verfolgter des NS-Regimes
- Hans Marschall (1913–1986), Kernphysiker
- Heinz Luthringshauser (1931–1997), Motorradrennfahrer
- Ludwig Schleifer (1931–2000), Politiker (SPD)

### Personen, die vor Ort gewirkt haben
- Peter Reheis (1739–1804), Baumeister des Otterbacher Schulhauses
- Heinrich Voit (1834–1914), Orgelbauer, baute 1893 die Orgel in der örtlichen katholischen Kirche.
- Richard Menges (1910–1998), fertigte in Otterbach ein Bronzerelief auf Sandstein.
- Roland Kiefaber (* 1942), Fußballspieler, spielte bis 1962 beim FC Phönix Otterbach.
- Kurt Lechner (* 1942), Politiker (CDU) und Notar
- Markus Merk (* 1962), Fußballschiedsrichter, lebt vor Ort.
- Stephan Müller (* 1971), Maler und Bildhauer, entwarf vor Ort die Skulptur „Der gute Hirte“.
- Thomas Riedl (* 1976), Fußballspieler, spielte in seiner Jugend von 1982 bis 1987 bei Phönix Otterbach.
- Miriam Welte (* 1986), Olympiasiegerin im Bahnradfahren